# Martin Biermann (Mediziner)
Martin Biermann (geboren um 1557 in Aschersleben; gestorben am 11. November 1595 in Wittenberg) war ein deutscher Mediziner und Professor der Chirurgie.

## Leben
Biermann besuchte 1569 eine Schule in Wittenberg und wechselte 1578 an die Universität Helmstedt, um dort Medizin zu studieren. Er setzte sein Studium an der Universität in Basel bei Theodor Zwinger (1533–1588) fort. Zwinger übertrug ihm die Erziehung seiner Söhne und nahm ihn in sein Haus auf. Biermann wurde in Basel zum Doktor der Medizin promoviert und unternahm mit Jakob Zwinger (15. August 1569–11. September 1610) und dessen Bruder eine Studienreise nach Italien. Er hielt sich für einige Zeit in Padua auf und bekleidete das Amt eines Kassenwarts der Nation der Mediziner. Zu seinen Aufgaben gehörte es, Wohnungen für Neuankömmlinge zu organisieren, Kranke zu betreuen, Tote begraben zu lassen, Geld auszugeben und einzutreiben. Er wurde einstimmig für die höchste Würde der Nation, das Amt des Consiliarius, vorgeschlagen. Er musste jedoch nach Helmstedt zurückkehren, weil einer der Söhne Zwingers in Padua und dieser selbst in Basel verstorben waren. Herzog Heinrich Julius von Braunschweig und Lüneburg ernannte Biermann zum Professor in Helmstedt. Hier hielt er neben Vorlesungen auch Vorträge zur Philosophie.
Am 19. Juli 1590 heiratete er Sophia Hedwig (geborene Bökel), eine Tochter des Mediziners Johann Bökel (Johannes Bockelius), der damals ebenfalls Professor an der Universität Helmstedt war. Am selben Tag wurde er zum Rektor der Universität Helmstedt gewählt. Im Herbst 1593 wurde ihm von Herzog Friedrich Wilhelm das Extraordinariat (außerordentliche Lehrkanzel) der Chirurgie an der Universität Wittenberg verliehen, das durch die Berufung des Mediziners Jan Jessenius zum Professor der Anatomie frei geworden war, der 1595 anlässlich seiner Leichenfeier die Trauerrede hielt. Biermann erkrankte bald darauf und verstarb kurz vor seinem 38. Geburtstag im Beisein von Jessenius und des Mediziners Andreas Schato.

## Schriften (Auswahl)
- De generatione et corruptione. Helmstedt 1589 (Disputation zur Schrift De generatione et corruptione von Aristoteles).
- De magicis actionibus exetasis svccincta : sententiae Iohannis Bodini ivreconsulti Galli opposita (Latein, Dissertation, Untersuchung magischer Handlungen. Gegen die Lehrsätze des französischen Juristen Jean Bodin), Lucius, Helmstedt 1590 (diglib.hab.de).
- Propitio Deo. De Anima: Disputatio secunda …. (Latein, Disputation: Martino Biermanno und Iohanne A Geldern) Lucius, Helmstedt 1591.
- De prudentia in scientiis necessaria …. Wittenberg 1594 (Latein).
- Qvid Potentia Sit In Rebvs, skepsis Philosophica. Zacharias Lehmann, Wittenberg 1595 (Latein, mit Andreas Reuber, resolver.staatsbibliothek-berlin.de).